# Ліпениці (Мазовецьке воєводство)
Ліпениці (пол. Lipienice) — село в Польщі, у гміні Ястшомб Шидловецького повіту Мазовецького воєводства.
Населення — 1003 особи (2011).
У 1975-1998 роках село належало до Радомського воєводства.

## Демографія
Демографічна структура станом на 31 березня 2011 року:
|          | Загалом | Допрацездатний вік | Працездатний вік | Постпрацездатний вік |
| -------- | ------- | ------------------ | ---------------- | -------------------- |
| Чоловіки | 487     | 96                 | 348              | 43                   |
| Жінки    | 516     | 107                | 310              | 99                   |
| Разом    | 1003    | 203                | 658              | 142                  |